# Anton Lang (Politiker, 1959)

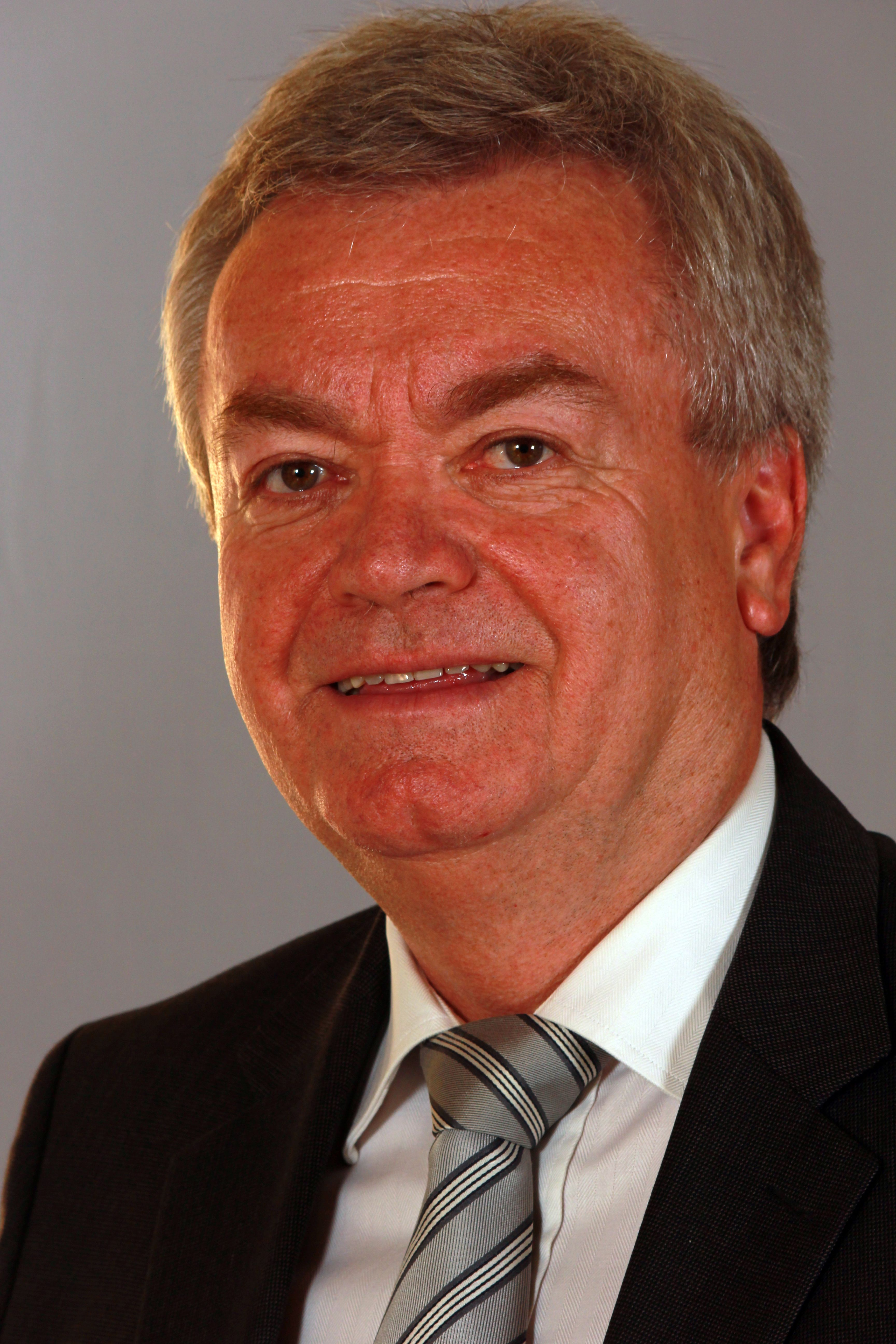
Anton Lang (2016)

Anton Lang (* 12. November 1959 in Leoben) ist ein österreichischer Politiker (SPÖ). Ab Mai 2016 war er Landesrat in der Landesregierung Schützenhöfer I. Vom 17. Dezember 2019 bis zum 18. Dezember 2024 war er Landeshauptmann-Stellvertreter in der Landesregierung Schützenhöfer II sowie der nachfolgenden Landesregierung Drexler.

## Leben
Nach dem Schulbesuch und Ablegung der Matura in seiner Heimatstadt Leoben war Lang von 1982 bis 2015 beruflich als Innenrevisor, später Direktionsrat mit Prokura, der Steiermärkischen Sparkasse in Leoben tätig und ist politisch stark in der SPÖ-Ortsorganisation verwurzelt. Lang ist Ortsvorsitzender der SPÖ Leoben-Hinterberg und war von 1986 bis 2015 Gemeinderat für Jugend und Sportangelegenheiten in Leoben. Nach dem Wechsel von Andrea Gessl-Ranftl in den Nationalrat rückte Lang am 28. Oktober 2008 in den Landtag nach. Am 30. Juni 2009 wurde Lang zudem zum Klubobmann der SPÖ-Leoben gewählt. Ab April 2014 war er zusätzlich ein Jahr lang Leobener Stadtrat für Finanzen. Zudem war er fast drei Jahrzehnte lang Obmann des SV Hinterberg.
Mit 18. Mai 2016 wurde Lang als Nachfolger von Jörg Leichtfried, der als Bundesminister für Verkehr, Innovation und Technologie in die Bundesregierung Kern wechselte, als Landesrat designiert. In seine Zuständigkeit fallen die Bereiche Verkehr, Umwelt, erneuerbare Energien und Sport. Als Schwerpunkt für diese Tätigkeit bezeichnet er den öffentlichen Nahverkehr, insbesondere die S-Bahn. Am 4. Juli 2017 gab Michael Schickhofer bekannt, das Finanz-Ressort an Anton Lang abzugeben.
Nach der Landtagswahl 2019 kündigte Michael Schickhofer seinen Rücktritt an. Die Koalitionsverhandlungen zur Bildung der Landesregierung Schützenhöfer II wurden auf Seiten der SPÖ von Anton Lang geführt. Am 27. Jänner 2020 wurde er einstimmig im Landesparteivorstand zum geschäftsführenden SPÖ-Landesparteivorsitzenden gewählt. Am SPÖ-Landesparteitag am 18. September 2020 wurde er mit 88,5 Prozent der Stimmen zum Landesparteivorsitzenden der SPÖ Steiermark gewählt. Im Jänner 2024 wurde er mit 91,64 Prozent der Stimmen in dieser Funktion bestätigt.
Nach der Landtagswahl 2024 gab Lang seinen Rückzug bekannt, vom Landesparteivorstand der SPÖ Steiermark wurde Max Lercher am 5. Dezember 2024 zu seinem Nachfolger als geschäftsführender Landesparteivorsitzender gewählt.